# 贡纳尔·绍尔
贡纳尔·绍尔（德語：Gunnar Sauer，1964年6月11日—），德国男子足球运动员，司职后卫。他曾入选1988年夏季奥林匹克运动会足球比赛西德国奥队阵容，比赛期间他并未上场。